# Merlines
Merlines – miejscowość i gmina we Francji, w regionie Nowa Akwitania, w departamencie Corrèze.
Według danych na rok 1990 gminę zamieszkiwało 948 osób, a gęstość zaludnienia wynosiła 67 osób/km² (wśród 747 gmin Limousin Merlines plasuje się na 136. miejscu pod względem liczby ludności, natomiast pod względem powierzchni na miejscu 466.).